# Кустодиев, Константин Лукич
Константи́н Луки́ч Кусто́диев (1838—1876) — русский духовный писатель, протоиерей русской православной церкви.

## Биография
Родился в 1838 году в семье диакона в городе Цареве Саратовской губернии.
В 1858 году поступил в Московскую духовную академию, где близко сошёлся с однокашником Ф. А. Терновским, будущим доктором богословия. Окончив в 1862 году академию, выбрал для себя должность псаломщика при посольской церкви в Мадриде, что по тем временам не совсем обычно. В те годы это было «захолустьем Европы» и невеста Кустодиева отказалась ехать с ним в Испанию. Поездка в Мадрид была достаточно длительной — Кустодиев проехал всю Европу за несколько недель, оставив много письменных свидетельств своего путешествия.
Привыкал к Мадриду Константин Лукич тяжело: «Предшественник мой сошёл с ума от пьянства, товарищ мой по псалмопевству не может сойти с ума, потому что всегда без ума от пьянства. Перспектива сойти с ума, как видите, очень приятная». Учитывая, что Кустодиев был человеком весьма строгих, если не сказать, пуританских (по воспоминаниям Ф. А. Терновского) правил, можно понять состояние молодого выпускника духовной академии. Погода по прибытии оказалась дрянной и Кустодиеву не нравилось в Мадриде практически всё: «Кушание испанцев безвкусно, так что наш академический обед самой королеве показался небесной амброзией». Впрочем, Испания и её народ не окончательно подорвали веру Кустодиева в лучшее. Он упорно занимался испанским языком и к середине 1863 года уже неплохо говорил на кастильском наречии, что позволило ему вплотную приступить к изучению испанского католицизма, а также истории и быту настоящей Испании.
В конце 1862 года Кустодиев по служебной надобности посетил Лиссабон — с целью посещения местного прихода русского посольства (декабрь 1862 — январь 1863). Позже, уже хорошо владея испанским, при повторной поездке в Лиссабон он проехал на дилижансе через Эстремадуру — самую отсталую провинцию Испании.
В 1863 году из России к Кустодиеву в Мадрид приехала жена.
В марте 1864 года он посетил Толедо в качестве корреспондента «Православного обозрения». В начале года он посещал заседания кортесов и был очевидцем революционных волнений 1868 года в Мадриде.
В 1864 году был рукоположён в сан священника.
В июне 1867 года совершил поездку в Бадахос.
В марте 1869 года посетил Валенсию с целью поправления здоровья. Описывая духовную семинарию Валенсии, он с горечью отмечал: «Если такими малыми средствами делают многое, что же могли сделать наши семинарии с немалыми церковными средствами и тем значительным пособием, какое выделяет им правительство!»
В ноябре Кустодиева пригласили читать лекции по русской литературе в «Атенее». Достоверных данных о том, читал он их или нет, не сохранилось.
Несмотря на затруднительное материальное положение, Кустодиев покупал книги и совершал поездки как частное лицо по стране.
Священник пользовался документами посольского архива. Много работал в библиотеках Мадридского университета и учёного общества «Атеней», историю же христианства в Испании Кустодиев изучал по трудам признанных её знатоков — иезуитов, по сборникам апокрифов и канонов, постановлений церковных соборов из библиотеки Эскуриала в Мадриде.
В 1870 году Кустодиев выхлопотал место настоятеля русской церкви в Ироме близ Будапешта, переехал и прожил там до конца жизни.
В феврале 1874 года он был избран в профессора Петербургского университета на кафедру богословия, но не вступив в эту должность скончался в 1875 году во время поездки по Италии в Милане; был погребён в Ирёме. Некрологов о нём напечатано не было.

## Публикации Л. К. Кустодиева
Свои впечатления в виде писем, путевых заметок, эссе священник публиковал в основанном в 1863 г. П. И. Бартеневым журнале «Русский архив», а также много писал для «Православного обозрения», уделяя при этом много внимания испанской истории, дискуссиям о положении католической церкви и свободе вероисповедания. Его статьи о западноевропейской церковно-религиозной жизни и богословской литературе (в «Православном обозрении») способствовали успеху этого журнала. Он начал издание «Общедоступной христианской библиотеки», из которого вышел, однако, лишь один том.
К области Священного Писания относится его труд «Опыт истории библейской женщины. Ч. 1—2» (СПб., 1870). Перевёл труд Ф. К. де Солси «Последние дни Иерусалима» (Кн. 1-2, Буда-Пешт, 1874—1875). Отдельно издал: «Христианство в Испании под владычеством мусульман» (М., 1867). В 1873 году в Будапеште была напечатана его речь, произнесённая в собрании русских в Карлсбаде «Пётр Великий в Карлсбаде 1711 и 1712».